# Eusèbe Vassel
Marie Joseph Eusèbe Vassel, né le 3 juillet 1844 à Forceville-en-Vimeu et mort le 21 février 1927 à Monaco, est un historien et un sémitisant français.

## Œuvres
Il écrit « La Littérature populaire des Juifs tunisiens », article paru dans la Revue tunisienne de 1904 à 1907. En outre, il travaille sur l'iconographie des stèles puniques découvertes sur le site archéologique de Carthage.